# Antezedenz (Geologie)
Die Antezedenz ist ein Begriff aus der Geologie. 
Wird ein Fluss durch anhaltende Hebung eines quer zur Fließrichtung verlaufenden Höhenzuges gezwungen, sich in diesen einzuschneiden, so spricht man von Antezedenz. Die lateinische Wortwurzel antecedere (vorausgehen) bezeichnet die Tatsache, dass die Anlage des Flusssystems der Heraushebung des Gebirgszuges zeitlich vorausging. Beispiele für antezedente Talstücke sind der Rhein bei seinem Durchbruch durch das Rheinische Schiefergebirge, die Donau am Eisernen Tor oder der Ebro im katalanischen Küstengebirge (Cordillera Litoral). Es entstehen u. a. die sogenannten Klusen. Dabei kann ein lokal jeweils unterschiedlicher Hebungsbetrag innerhalb der Gebirgskette den antezedenten Fluss zum seitlichen Ausbiegen nötigen.